# Thorax (Gliederfüßer)

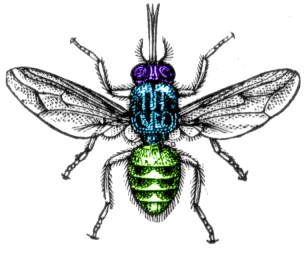
Schematische Darstellung einer Tsetsefliege, farblich hervorgehoben sind Kopf (violett), Thorax (blau) und Abdomen (grün)

In der Zoologie wird als Thorax der Rumpf bzw. der Brustteil eines Gliederfüßers bezeichnet. An den Thorax schließt sich das Abdomen an. Der Thorax besteht dabei aus mehreren Segmenten, bei den Insekten etwa aus dem Prothorax, dem Mesothorax und dem Metathorax. Alle Thoraxsegmente der Insekten tragen jeweils ein Beinpaar, der Meso- und der Metathorax außerdem ein Flügelpaar, wobei bei den Zweiflüglern die Hinterflügel und bei den Fransenflüglern die Vorderflügel zu Halteren reduziert sind. Bei Taillenwespen ist der Thorax mit dem ersten Segment des Hinterleibs fast ohne jede sichtbare Naht verbunden. Die so entstandene Einheit wird als Mesosoma bezeichnet.
Sind Kopf und Thorax zu einer Einheit verschmolzen, wie z. B. bei den Spinnentieren, dann spricht man von einem Cephalothorax.